# Zaburzenie z napadami objadania się
Zaburzenie z napadami objadania się (ang. binge-eating disorder, BED) – jest to zaburzenie odżywiania się polegające na powracających sytuacjach napadowego objadania się (w czasie którego osoba spożywa obiektywnie duże ilości jedzenia, biorąc pod uwagę okoliczności), a towarzyszy temu poczucie utraty kontroli, przy braku ekstremalnych zachowań związanych z kontrolą wagi.
Kryteria diagnostyczne zaburzenia z napadami objadania się (BED) wg DSM-5
A. Powtarzające się epizody niepohamowanego jedzenia
B. Współwystępowanie z powyższym przynajmniej trzech następujących objawów:
1. Jedzenie dużo szybsze niż normalnie
2. Jedzenie aż do nieprzyjemnego uczucia pełności
3. Jedzenie dużych porcji jedzenia pomimo nieodczuwania fizycznego głodu
4. Jedzenie w samotności z powodu wstydu/zakłopotania jedzeniem
5. Odczuwanie wstrętu do siebie, depresji lub winy po przejedzeniu

C. Wyraźne cierpienie dotyczące niepohamowanego jedzenia
D. Występowanie niepohamowanego jedzenia co najmniej raz w tygodniu przez trzy miesiące
E. Brak powtarzających się czynności kompensacyjnych w związku z niepohamowanym jedzeniem
Nasilenie zaburzenia
Minimalne nasilenie zaburzenia jest zdefiniowane jako podanie częstości występowania epizodów objadania się.
Na tej podstawie można wyróżnić nasilenie:
- łagodne – średnio 1–3 epizodów objadania się w tygodniu,
- umiarkowane – średnio 4–7 epizodów objadania się w tygodniu,
- ciężkie – średnio 8–13 epizodów objadania się w tygodniu,
- bardzo ciężkie – średnio co najmniej 14 epizodów objadania się w tygodniu.

## Obraz kliniczny
Zaburzenie z napadowym objadaniem się ma inny przebieg niż większość zaburzeń odżywiania. Osoby, u których rozwija się to zaburzenie to osoby w średnim wieku, niemalże 2/3 to kobiety. Napadowe objadanie się ma charakter raczej przejściowy, pacjenci wskazują na okresy, gdy mają tendencję do napadowego objadania się, ale także na takie, gdy są w stanie kontrolować się. Jednakże zazwyczaj osoby cierpiące na to zaburzenie maja tendencje do przejadania się i przybierania na wadze. U nielicznych wystąpił epizod anoreksji lub bulimii. Znaczenie kliniczne BED wiąże się również z jego częstym współwystępowaniem z otyłością, powikłaniami nadwagi oraz objawami psychicznymi, takimi jak depresja i lęk, które są związane z nadmiernymi obawami dotyczącymi jedzenia, kształtu ciała i masy ciała. Ponadto, podobnie jak inne zaburzenia odżywiania, pacjenci z BED wykazują istotną aleksytymię i deficyt identyfikacji emocjonalnej i regulacji oraz wysokie problemy interpersonalne. U pacjentów z BED są także często diagnozowane zaburzenia osobowości oraz choroby współistniejące- zaburzenia nastroju i nadużywanie substancji, które są związane z cięższą psychopatologią i gorszym rokowaniem.

## Leczenie

### Terapia poznawczo-behawioralna
Terapie poznawczo-behawioralne (CBT) są najlepiej ocenianą i rozwiniętą interwencją psychologiczną w leczeniu BED. Nacisk kładzie się na etiologiczną podstawę obżerania się i jej związek z samooceną, która jest zależna od kształtu ciała. CBT jest praktyczną i elastyczną interwencją, której ustawienie i czas trwania można dostosować do potrzeb klinicznych. Terapia CBT wyróżnia się wysoką skutecznością, nawet bez wspomagających form leczenia, z odsetkiem remisji BED około 50–60%. Wykazano również, że CBT jest skuteczną metodą rozwiązywania problemów z obrazem siebie i współistniejącymi zaburzeniami psychicznymi (np. Depresją) związanymi z zaburzeniem.

### Farmakoterapia
Terapia farmakologiczna w BED koncentruje się szczególnie na zmniejszeniu występowania impulsywnego odżywiania i negatywnych uczuć. Zauważono statystycznie znaczące działanie leku na krótkotrwałą remisję objadania się, a także na utratę masy ciała. Niestety, istnieje niewiele danych na temat długoterminowej skuteczności farmakoterapii jako samodzielnego leczenia BED, a w niektórych badaniach łączone leczenie lekami i interwencje psychoterapeutyczne nie poprawiły znacząco wyniku.
Najczęściej stosowanymi lekami w leczeniu BED są leki antydepresyjne, wykazują skuteczność w zakresie impulsywności jedzenia, ale także pomagają przy występowaniu stanów lękowych i depresyjnych, w których wtórnym objawem jest impulsywność w jedzeniu, która ma na celu redukcje negatywnych stanów.

### Chirurgia bariatryczna
Innym sposobem leczenia BED, jest chirurgia bariatryczna, niedawna metaanaliza wykazała, że około 2/3 osób, które szukają tego typu operacji w celu zmniejszenia masy ciała, ma BED. Osoby biorące udział w operacji bariatrycznej, które miały BED przed zabiegiem, mają zwykle gorsze wyniki w odchudzaniu i częściej wykazują zachowania żywieniowe charakterystyczne dla BED.

## Epidemiologia
Jest to zaburzenie uznawane za stosunkowo częste, którego szacunkowa częstość w ciągu całego życia w populacji wynosi około 1,4%. Jednakże ilość może znacząco wzrosnąć, w związku ze wzrostem osób cierpiących na otyłość.

## Kontrowersje
Niektórzy autorzy negują zasadność traktowania nadmiernego jedzenia jak jednostki psychiatrycznej, postulując, że mieści się ono w zakresie zachowania normalnego, chociaż ryzykownego. Ponadto argumentują, że współwystępuje najczęściej z innymi problemami psychicznymi (takimi jak lęk i depresja) i może być ich skutkiem, podobnie jak otyłość.